# Cyathella
Cyathella is een geslacht van sponsdieren uit de klasse van de Hexactinellida.

## Soort
- Cyathella lutea Schmidt, 1880